# Беклешов Олександр Андрійович
Александр Беклешов (Беклешев; 12 березня 1743 / 1745 — 5 серпня 1808, Рига) — російський державний і військовий діяч, генерал від інфантерії (1797). За Павла I двічі (1799 і 1801) виконував посаду генерал-прокурора.
У різний час очолював такі губернії та намісництва: ризьке, орловське та курське, київське, подільське та малоросійське. У 1804—1806 практично обіймав посаду московського генерал-губернатора (офіційне найменування: «московський військовий губернатор і головний у Москві Московської губернії з цивільної частини»).

## Життєпис
Народився 12 березня 1743.
Належав до псковського дворянства. Син капітан-лейтенанта флоту Андрія Богдановича Беклешова та його дружини Ганни, доньки Юрія Івановича Голенищева-Кутузова. Брат Беклешових Арсенія, Миколи, Сергія та Олексія.
У віці тринадцяти років був прийнятий до Сухопутного кадетського корпусу. Знав кілька іноземних мов, вивчав природничі науки, літературу, історію. 1761 року отримує звання сержанта, 1763 року — підпоручника. У 1769 прийнятий на службу в лейб-гвардію Преображенського полку. Учасник Російсько-турецької війни (1768—1774): був в архіпелазькому поході під командуванням графа Орлова і брав участь в облозі фортеці Модон, Чесменській битві 26 липня 1770, боях за о.Лесбос і фортецю Пеларію.
У 1773 році був переведений в армію полковником, в 1776 році служив командиром Шліссельбурзького піхотного полку. Напочатку 1779 року отримує звання бригадира, з 5 травня 1779 - генерал-майор, перебував при Фінляндській дивізії.
У 1783 у чині генерал-майора вийшов у відставку з військової служби; призначений Катериною II губернатором Риги. Перебував на цій посаді близько шести років; зарекомендував себе якнайкраще і користувався великою повагою рижан. Відповідно до нового законодавства контролював перетворення Ризького рата (ради) на міську думу, вибори до якої також змінювалися. Намагався впровадити ведення діловодства німецькою та російською мовами, до цього воно велося лише німецькою. Беклешов також вивів з-під порядкування благодійні заклади, які об'єднав в окреме Управління, що підпорядкував собі. За його ініціативи було відкрите Катеринівське училище, переважно для неотзейської шляхти. Також Беклешов перебрав контроль над школьною освітою на себе. Активно сприяв переселеню до Риги росіян, зменшенню частки німецького населення у місті — у 1787 році з 28090 містян лише 14 тис. були німцями. Втім такі дії губернатора зустріли спротив бургомистра Олександра фон Зенгбуша, протистояння з яким тривало до кінця каденції Беклешова. 1784 року його було нагороджено орденом Св. Володимира 2-го ступеня, а 14 квітня 1789 року він став генерал-поручником.
24 листопада 1789 року Беклешов став генерал-губернатором Орловського та Курського намісництва. Залучав до своєї канцелярії чиновників лише з університетською освітою. Успішно боровся із зловживаннями поміщиків, хабарництвом чиновників, несплатою податків, виробництвом контрафактного алкоголю. Встановив вельми демократичний порядок обрання чинів поліції самими городянами з їхнього середовища. За свою генерал-губернаторську службу, що тривала до кінця царювання Катерини II, був нагороджений Орденом Святого Олександра Невського.
Правління Павла I, розпочате 1796, відрізнялося частими і раптовими кадровими перестановками. Опали та нагороди, призначення та усунення з посад чергували одне одного. Беклешов 3 грудня 1796 року призначається кам'янець-подільським, волинським і мінським військовим губернатором з наданням звання генерал-лейтенанта. О. А. Беклешову наказувалось розслідувати наскільки безпідставними були чутки про хабарництво Т. І. Тутолміна, що ускладнило відносини між шляхтою та місцевою адміністрацією. Слідство не виявило зловживань колишнього генерал-губернатора, натомість з’ясувало розкрадання державного майна віцегубернатором І. Т. Арсеньєвим, який виконував обов’язки волинського губернатора.
Значну увагу приділяв питанням судочинства, поліпшенню кадрів з приводу чого постійно звертався до Сенату. Разом з тим намагався проводити політику русифікації судочинства, оскільки справи переважно в той час велися польською мовою. Беклешов забезпечував місцеві православні школи доходами від єзуїтських маєтків, впровадив російську мову в діловодство вищих місцевих установ. У лютому 1798 року відбулися заворушення в корпусі принца Конде, який мешкав у Подільській губернії. Це викликало гнів імператора, оскільки Беклешов повинен був наглядати та опікуватися цим корпусом.
13 червня 1798 року призначено київським і малоросійським генерал-губернатором, шефом Київського гренадерського полку та інспектором української дивізії. Під час цієї служби зведений в чин генерала від інфантерії; одночасно йому був наданий громадянський чин дійсного таємного радника. Налагодив гарні відносити з міською думою, підтримуючи численні ініціативи містян. Так, звільненив їх від постоєвої повинності у 1798 році, коли війську було наказано розміститися у Києві, Беклешов посприяв тому, що воно розмістилося в найближчих до міста поселеннях, а не в ньому самому місті. В подальшому такі дії стали традицією.
З 7 червня 1799 — у почті імператора і член Імператорської Ради. Через місяць отримав нове призначення — 7 липня — генерал-прокурором, з нагородженням Орден Святого Іоанна Єрусалимського (Росія). При призначенні Беклешова на цю посаду імператор сказав: «Ти та я, я та ти — вперед ми самі робитимемо справи».
Але Беклешов пробув на цій посаді трохи більше ніж півроку: 2 лютого 1800 пішла несподівана опала з відстороненням взагалі від державної служби. Головними причинами була прямолінійність та різкість у висловлюваннях Беклешова. М. Сперанський згодом зазначав, що Беклешов «мало поважав вимоги випадкових людей при дворі і тому часто бував із ними у сварці».
У перші ж дні після вступу на престол Олександра I, 16 березня 1801, Беклешова було повернено на службу і відновлено на посаді генерал-прокурора, яку обіймав аж до реформи державного управління. Під час коронації нового монарха був нагороджений орденом Андрія Первозванного. 6 травня 1801 року звернувся до державної ради з пропозицією скасувати дозвіл продавати кріпаків без землі, але отримав відмову. Сприяв кар'єрі М.М.Сперанського. Також підтримав звернення киян щодо повернення місту Київу магдебурзького права, 16 лютого 1802 його пропозиція була затверджена імператором. Беклешов через консервативні переконання не поділяв реформаторського запалу імператора; із заснуванням міністерств (8 вересня 1802) та поєднанням посад генерал-прокурора та міністра юстиції отримав відставку.
У квітні 1804 отримав нове призначення — генерал-губернатором Москви, але на новій посаді пробув недовго: за два роки за станом здоров'я залишив службу на найвищих постах. Визнанням державних заслуг стало надання імператором діамантового знака ордена Андрія Первозванного. У 1806—1807 був окружним головнокомандуючим земської міліції другої області, в підпорядкування якого входила міліція Ліфляндської, Курляндської, Естляндської та Псковської губерній. За продуктивну діяльність на цій посаді його було нагороджено орденом Св.Володимира 1 ступеню.
Раптово помер у Ризі в липні 1808; похований на міському Покровському цвинтарі. Не був одружений, але виховував прийомного (позашлюбного) сина Олексія, який загинув під час Вітчизняної війни (1812) у віці 22-х років.

## Особисте життя та якості
М. Сперанський, оцінюючи генерал-прокурорів павлівського часу, писав: «Беклешов був розумніший від них усіх, але й найнещасніший з усіх, — йому нічого не вдавалося; найменше здібностей від усіх мав Обольянінов і йому все сходило з рук». Сприятливої думки про Беклешова був і князь Адам Чарторийський: Це була людина староруської партії, на вигляд груба, але яка під вельми грубою зовнішністю зберігала правдиве серце, тверде і співчутливе до лих інших. Його репутація як благородної людини була міцно сформованою… Він протидіяв, наскільки міг, крадіжкам, зловживанням, обману. Не міг терпіти, щоб його повірені зловживали правосуддям заради свого прибутку. Вийшов чистим і незаплямованим із цього випробування, оточений вдячністю місцевих жителів. Подібних прикладів дуже мало серед найвищих сановників.
Беклешов завжди добре ставився до євреїв. У 1797 він звернувся до Сенату з клопотанням, щоб у Волинській та Подільській областях євреї підпорядковувалися не поміщикам, а магістратам, у яких засідали б на рівних правах із християнами. У 1802, будучи членом Державної ради, висловився проти заборони для євреїв торгувати у столицях та внутрішніх губерніях.

### Військова служба
- 21 серпня 1757 — прийнятий до сухопутного шляхетного кадетського корпусу.
- 19 березня 1762 — сержант.
- 20 квітня 1764 — закінчив кадетський корпус із присвоєнням чину підпоручика і як найкращий випускник свого курсу залишений у корпусі на посаді корпусного ад'ютанта.
- 1 лютого 1767 — зведений в корпусні поручики та капітани армії.
- 1766 — член правління корпусу.
- 21 серпня 1757 — прийнятий до сухопутного шляхетного кадетського корпусу.
- 19 березня 1762 — сержант.
- 20 квітня 1764 — закінчив кадетський корпус із присвоєнням чину підпоручика і як найкращий випускник свого курсу залишений у корпусі на посаді корпусного ад'ютанта.
- 1 лютого 1767 — зведений в корпусні поручики та капітани армії.
- 1766 — член правління корпусу.
- 1771 — брав участь у висадці військ на Негропонт та в штурмі Мітилени.
- 24 листопада 1773 — зведений в полковники армії, призначений командиром Шліссельбурзького піхотного полку, з яким повернувся до Росії після укладання миру з турками.
- 1 січня 1774 — бригадир.
- 5 травня 1779 — генерал-майор із призначенням командиром Шліссельбурзького піхотного полку.

### Державна служба
- 13 травня 1783 — член Військової Колегії.
- 8 грудня 1783 — на особистий вибір Імператриці визначений Ризьким намісником. Допомагав наміснику Прибалтійського краю графу Ю. Брауну застосовувати практично нове законоположення про губернії (1775), містове становище і грамоту, жалувану дворянству (1785). Займався розвитком шкіл та викладання російської мови.
- 1784 — нагороджений орденом св. Володимира ІІ ст. великого хреста.
- 14 квітня 1789 — Генерал-поручик.
- 24 листопада 1790 — Генерал-губернатор орловський і курський.
- 28 червня 1796 — нагороджений орденом св. Олександра Невського.
- 2 грудня 1796 — губернатор Малоросії.
- 3 декабря 1796 — генерал-лейтенант, шефом Володимирського мушкетерського полку.
- 4 грудня 1796 — військовий губернатор Кам'янець-Подільська, з дорученням управління Волинською, Мінською та Подільською губерніями (Брацлавську губернію, яка теж підпорядковувалася йому, на початку 1797, розформували)
- 27 січня 1797 — начальник Катеринославської дивізії та Кам'янецького гарнізону.
- 5 квітня 1797 — з нагоди коронації Павла I Беклешову було надано 1000 душ селян
- 10 квітня 1797 — генерал від інфантерії.
- лютий 1798 — накликав на себе монарше невдоволення заворушеннями в довіреному йому корпусі принца Конде.
- 14 березня 1798 — розжалуваний у дійсні таємні радники із призначенням до присутності у IV департаменті Сенату.
- 13 червня 1798 — генерал-губернатор Києва та Малоросії із завідуванням цивільною частиною в цих губерніях.
- 14 червня 1798 — знову нагороджений чином генерала від інфантерії.
- 24 жовтня 1798 — шеф Київського гренадерського полку та інспектор української дивізії з інфантерії.
- 6 червня 1799 — отримав Високий наказ про негайне прибуття в Санкт-Петербург.
- 7 червня 1799 — зарахований до свити імператора.
- 25 червня 1799 — призначений присутнім Імператорської ради
- 27 червня 1799 — призначений присутнім в Сенаті.
- 7 липня 1799 — генерал-прокурор.
- 8 липня 1799 — командор ордена Св. Іоанна Єрусалимського.
- 1 серпня 1799 — член комісії з постачання припасами Імператорської резиденції.
- 8 лютого 1800 — подав прохання про повне звільнення від служби.
- 16 березня 1801 — знову призначений генерал-прокурором.
- 30 березня 1801 — член неодмінної ради при імператорі.
- 15 вересня 1801 — нагороджений орденом Св. Андрія Первозванного з нагоди коронації Олександра I.
- 8 вересня 1802 — за власним проханням (через незгоду із західницькими поглядами імператора та його оточення) звільнений з усіх посад із залишенням повної платні.
- 30 квітня 1804 — Московський військовий губернатор і керуючий цивільною частиною в губернії
- 1 травня 1804 — Призначений присутнім московського V департаменту Сенату.
- 3 травня 1804 — підтверджене збереження за ним звання члена Державної Ради
- 29 січня 1805 — переведений у VI кримінальний департамент Сенату.
- 3 серпня 1806 — за станом здоров'я та власним проханням звільнений з посади московського військового губернатора із залишенням присутності в Сенаті. Нагороджений діамантовими знаками ордена Св. Андрія Первозванного.
- 1806 — головнокомандувач Другою областю державної міліції (Естляндська, Ліфляндська, Курляндська та Псковська губернії). Нагороджений орденом св. Володимира І ступеня.
- 23 березня 1808 — отримав наказ бути присутнім у II відділенні VI департаменту Сенату.